# Epicypta fumigata
Epicypta fumigata är en tvåvingeart som först beskrevs av Dziedzicki 1923.  Epicypta fumigata ingår i släktet Epicypta, och familjen svampmyggor. Arten är reproducerande i Sverige.